# 32. pehotni polk (Avstro-Ogrska)
Za druge 32. polke glejte 32. polk.
32. pehotni polk (izvirno nemško Infanterie-Regiment Nr. 32; dobesedno slovensko: Pehotni polk št. 33) je bil pehotni polk k.u.k. Heera.

## Poimenovanje
- Ungarisches Infanterie Regiment »Kaiserin und Königin Maria Theresia« Nr.32/Madžarski pehotni polk »Cesarica in kraljica Marija Terezija« št.32
- Infanterie Regiment Nr. 32 (1915 - 1918)

## Zgodovina
Polk je bil ustanovljen leta 1741. 

### Prva svetovna vojna
Polkovna narodnostna sestava leta 1914 je bila sledeča: 91% Madžarov in 9% drugih. Naborni okraj polka je bil v Budimpešti, pri čemer so bile polkovne enote garnizirane sledeče: Trst (štab, I., II., IV. bataljon) in Budimpešta (III. btl).
V sklopu t. i. Conradovih reform leta 1918 (od junija naprej) je bilo znižano število polkovnih bataljonov na 3.

## Organizacija
1918 (po reformi)
- 2. bataljon
- 3. bataljon
- 4. bataljon

## Poveljniki polka
- 1859: Victor Alt-Leiningen-Westerburg[7]
- 1865: Victor Alt-Leiningen-Westerburg[8]
- 1879: Hugo Milde von Helfenstein[9]
- 1908: Wilhelm Nickl[10]
- 1914: Karl Heisegg[1]